# Gaulby
Gaulby – wieś w Anglii, w hrabstwie Leicestershire, w dystrykcie Harborough. Leży 12 km na wschód od miasta Leicester i 135 km na północny zachód od Londynu. Miejscowość liczy 131 mieszkańców.